# Nahor (Serug)
Nahor, Nachor, eller Nakor (hebreiska: נָחֹור) är en ättling till Arpakshad i Gamla Testamentet. Nahor var Serugs son och far till Terach, Abrahams fader.